# 国民食
国民食（こくみんしょく）とは、世代や地域、性別などに影響されることなく大衆に親しまれている食品、または料理を指す用語。

## 各国の国民食

### アジア

#### インド
インド料理を参照。南インドと北インドで大きく食文化が異なる。基本的には、米またはチャパティなど、小麦粉で作ったパンのようなものを主食とし、外国人に「カレー」と呼ばれるスパイスを用いた煮込みや、スープ料理を副食として必ず食べる。南インドではラッサムやサンバール、北インドではコルマなどがこれにあたる。

#### インドネシア
インドネシア料理を参照。サテやナシゴレンなど。ココナッツが多用される傾向がある。

#### 韓国
第一に挙げられるのはキムチである。韓国では日本と同じく、炊き上げた米を主食としているが、毎日の食事にキムチを欠かさないという人は多い。 朝鮮料理はスープ類が発達していることが特徴で、スープが主菜になることが多く、韓国人の食事に欠かせない物である。特にタットリタン、サムゲタン、ミヨックク（ワカメスープ）、キムチチゲ、テンジャンチゲは家庭でよく飲まれる。また、餅料理トッポッキや、チャジャンミョン、インスタントラーメン、チャンポンなど麺料理も国民食と言われている。

#### タイ
他の東南アジア諸国や、日本・韓国と同じく主食は米。辛い味付けが好きで、スープ料理ではトムヤムクンが広く食されている。他に豚肉や鶏肉が食されているが、南部地域ではイスラム教徒が居住しているため、豚肉・酒は食のタブーである。また東北部のイーサーン料理は、ラオス料理に近くタイ料理の主流とは異なる。

#### 中国
地域によって食文化が大幅に異なる（北京料理・四川料理・上海料理・広東料理などに大別される）ため、一概にこれと呼べるものを探すのは難しい。広い地域で食べられている料理としては、餃子や焼売・油条・月餅・饅頭・粥などがある。

#### 台湾
肉を使った料理が主流で、牛肉麺や麺線、排骨飯、魯肉飯などといった料理が広く食べられている。

#### 北朝鮮
北朝鮮の料理は韓国に比べると辛くないことが多い。冷麺や犬肉料理（タンゴキと呼ばれている）、アヒル肉料理などが食べられている。また、1990年代の食糧難からジャガイモや大豆、トウモロコシなどを主食にした料理もでてきている。

#### 日本
日本料理を参照。洋食に対して和食（わしょく）とも呼ぶ。和食は2013年にユネスコ無形文化遺産に登録された。
ラーメン・カレーライスは日本で定着し、独自に進化したことから、外国料理だが、国民食として挙げられる。 日本で国民食とされるおもな食べ物は次のものがある。
- 米飯
- 寿司
- 刺身
- 天ぷら
- 味噌汁
- おにぎり
- お茶漬け
- うどん
- 蕎麦
- ラーメン
- カレーライス
- 卵かけご飯
- 丼物
- 納豆
- 梅干し
- 沢庵漬け
- すき焼き
- 煎餅

#### フィリピン
煮込み料理のアドボが有名。また南国であるため、ハロハロやナタ・デ・ココなど、果物類を使った甘い料理が充実している。

#### ブータン
ダツィ料理を参照。唐辛子を香辛料ではなく野菜として扱う特徴があり、唐辛子がメインのチーズ煮込み（エマダツィ）などの非常に辛い料理。

#### ベトナム
ベトナム料理を参照。米が主食で、チャオ・ガーなどの粥類、チキンライス、ライスヌードルであるフォーが広く食されている。南北で食文化が異なり、バインセオのように、南部ホーチミン市では日常的な料理だが、北部ハノイ市ではそうではないものもある。また調味料としての魚醤は、東南アジア全域におけるソウルフードといえる。フランス領インドシナとなった歴史があるため、バインミー（フランスパンのサンドイッチ）、ベトナムコーヒーのような、フランス共和国由来のフランス料理がある。

#### モンゴル
小麦粉の皮で肉を包み込んだ料理、ボーズが代表。

### オセアニア・太平洋

#### オーストラリア・ニュージーランド
オーストラリア人およびニュージーランド人にのみ愛好される食品としては、ベジマイトと呼ばれる発酵食品が有名である。またワニやカンガルー、エミューなど、独自の食材も豊富に存在する。

#### バヌアツ
バナナやタロイモ、ヤム芋などで作ったペーストにココナッツクリームをかけ、肉類をいれて蒸し上げたラプラプが同国の国民食とされる。

#### ハワイ
ハワイ料理を参照。代表的なものとしては、タロイモを原料としたポイや、原始的な蒸し焼き料理であるカルア・ピッグなどが挙げられる。

### 中近東・北アフリカ

#### エジプト
コシャリと呼ばれる混ぜご飯や、アエイシーという平べったいパンに何かを付けて食べたりする。モロヘイヤスープやレンズ豆スープが常食される。ムサカやケバブといった近隣諸国と共通する料理も国民的に親しまれている。

#### トルコ
トルコ料理を参照。用いられる肉は宗教上の理由もあり、鶏肉か羊肉が多い。大衆料理としては、羊の肉を串に刺して焼いたケバブが親しまれている。またピラフも食される。

#### モロッコ
モロッコ料理を参照。ホブズと呼ばれるパンや、小麦粉を小さな固まりに丸めたクスクスを主食とする。他の西アジア・北アフリカ圏と同様、羊肉がもっともよく食べられる肉であり、ケバブやマルガズと呼ばれるソーセージなどにされる。

### サブサハラアフリカ

#### エチオピア
インジェラと呼ばれるイネ科の穀物テフを原料としたクレープを主食とする。発酵のため独特の匂いと酸味を持ち、さまざまな種類のワット（唐辛子で煮込んだ辛いシチュー）を付けて食べる。

#### カメルーン
西アフリカ原産の葉物野菜であるンドレと牛肉、エビやザリガニ、燻製の魚、ピーナッツなどを香辛料と共に炒めて煮込んだ料理であるンドレが、カメルーンの国民食とされている。

### ヨーロッパ

#### イギリス
フライドポテトが大量に付け合わされた料理が多く、庶民ではフィッシュ・アンド・チップスがよく挙げられる。「イギリス料理に旨いものなし」などと揶揄されることも多いが、キドニーパイやヨークシャー・プディングなど独自の料理もある。イギリス生まれのカレーであるチキンティッカマサラも人気である。

#### イタリア
イタリア料理は地域差が大きく、国民的な料理を挙げることは難しいが、イタリアの人々が主食とするパスタが国民食と言える。スパゲッティ・ラザニアなどが特にポピュラーなパスタである。ピザも広く知られる。

#### ウクライナ
庶民料理として発達したボルシチ、ヴァレーヌィク、サーロが有名である。煮込み料理も多い。

#### スイス
スイス料理はチーズを用いた料理が多いが、中でもチーズフォンデュがスイスを代表する料理として有名である。スイスではチーズの値段が安いため庶民が日常的に食べている。

#### スウェーデン
クネッケブロートと呼ばれる固いパン、ニシンの酢漬け、ミートボールなどが国民的な料理であり、スモーガスボードでも定番のメニューである。

#### ドイツ
ドイツ料理を参照。ドイツ人は黒パンやジャガイモ料理を主食とし、各種のソーセージやベーコン、ザワークラウトを日常的に食べている。スープでよく飲まれるのはオニオンスープやアイントプフ。

#### ノルウェー
フォーリコールと呼ばれるマトンとキャベツのシチュー。

#### フランス
高級料理が多いように思われがちだが、ポトフなどはフランス家庭料理の定番である。

#### ロシア
ピロシキ、ボルシチ・シチー、ビーフストロガノフなどがよく知られる。ロシアではカーシャという粥、ブリヌイというパンケーキ状のもの、ペリメニという餃子に似た料理を日常食べている。味付けにはサワークリームが多用される。

#### ハンガリー
ハンガリーにおいては、辛い川魚のスープであるハラースレーが国民食の一つであるとされる。

### 北中米

#### アメリカとカナダ
国家の成立に、多数の移民が関わっている国である事から、ニューイングランド料理（東部）・フランス料理（中南部）・西海岸の海の幸を使ったコースト料理・メキシコ料理やBBQのような南部料理、ソウルフードなどの種類がある。
アメリカ合衆国の国民食として第一に挙げられるのはハンバーガーである。マクドナルドがフランチャイズを成功させ、その後の世界展開により広く認知された。画一的な国民食として、ピザ、ドーナツ、ホットドッグ、ビーフステーキ、バーベキュー、ローストチキン、ローストターキー（七面鳥）、フライドチキン、フライドポテト、マッシュポテト、アップルパイなど。アメリカ料理も参照。
カナダも、国家の成立に、多数の移民が関わっている事から、地域により相違がある。代表的なものとしては、プーティンなどが挙げられる。カナダ料理を参照。

#### メキシコ
トルティーヤと呼ばれるトウモロコシや、小麦粉を原料とした薄焼きパンに具を盛り、サルサやフリホレスで調味してタコス、ブリトーなどとして食べる。ほかに、蒸留酒であるテキーラもよく飲まれる。メキシコ料理も参照。

#### ジャマイカ
アキーの果実とバカラオ（塩漬けのタラ）をあわせた「アキーアンドソルトフィッシュ」が広く知られている。

#### ハイチ
豆の炊き込みご飯、ディリ・アク・プワや、豚肉の揚げ物料理、グリオッツが国民食とされる。ハイチ料理も参照。

### 南米

#### アルゼンチン
畜産国であるため、肉料理やそれに付随するワインが親しまれている。

#### ブラジル
ブラジル料理の項目にもあるが、アメリカと同様に多民族国家であるため、さまざまな文化をルーツとした料理が発達している。特徴としては、多種多様な種類の豆を使った料理が多いこと。豆や肉を煮込んだ料理は「フェジョアーダ」と呼ばれ、ブラジルでは国民食として親しまれている。

#### コロンビア
鶏肉、ジャガイモ、トウモロコシなどを煮込んだアヒアコやコメ、豆、卵、アボカド、肉料理の盛り合わせであるバンデハ・パイサが親しまれている。コロンビア料理を参照。

## その他
1997年公開のジョージ・ティルマン・Jr監督、脚本のアメリカ映画『ソウルフード』（原題：Soul Food）は、家族愛で結ばれた黒人の一家が共に囲む食卓を一家の絆としていく物語。アメリカ南部の伝統的な料理が登場する。